# Ayla Adams
Ayla Adams (Ayla Shatz), född 19 maj 1989, är en svensk artist (under artistnamnet Ayla) och musikproducent, inom hiphop och reggae. 
Hon är uppvuxen i Malmö och började tidigt spela instrument, men även producera under tonåren. Ayla började uppträda med Malmögrupperna Faela och Chalao under 2008, men från 2011 började hon mer fokusera på soloprojekt. 2013 utexaminerades hon från en hiphopinriktad utbildning på folkhögskolan Spinneriet i Malmö, där bland annat artisterna Cleo och Promoe undervisade. Under utbildningen var hon med att bilda rappgruppen Från vettet och gav ut singel Trippelsingeln där hon producerade två låtar. Ayla har också ingått i nätverket Femtastic för att främja kvinnliga artister.
Under 2020 vann hon pris för Årets Rytm på Manifestgalan för albumet Klarspråk.

## Diskografi
- 2014 - Ayla Shatz
- 2017 - Loops and thoughts
- 2018 - Vilken Värld (singel med O-Hund)
- 2018 - För oss (singel med Broder John)
- 2019 - Klarspråk
- 2024 - Pussel